# Charles Edwards
Charles Edwards, connu sous le nom de Prince Emmanuel Charles Edwards VII, né en 1915 à Saint-Elizabeth, près de Kingston en Jamaïque et mort en 1994, est le fondateur du courant Bobo Ashanti du mouvement rastafari.

## Biographie
En 1930, à Kingston, Charles Edwards rencontre Marcus Mosiah Garvey, le chantre du retour en Afrique. Il s'engage à ses côtés dans son projet de rapatriement en Afrique des personnes de couleur sur leur continent d'origine. Ses fidèles proclament qu'il est le Christ noir incarné (black christ in flesh), c'est-à-dire une réincarnation de Jésus Christ.
Prince Emmanuel est le premier à convoquer une convention Nyahbinghi en 1958, regroupant tous les rastafariens de l’île. Lors d'une marche organisée sur Kingston, la police disperse la manifestation. Edwards est arrêté avec quatre-vingt-dix de ses fidèles, un raid policier détruit son camp. L'avocat Barrister Evans, l'homme qui avait défendu les guerriers Mau Maus au Kenya, obtient son ’acquittement. 
Prince Emmanuel Charles Edwards établit la première communauté Bobo Shanti à Kingston, avant de l'installer à Bull Bay, sur la montagne de Wareka. C'est une communauté soudée, elle est encore un lieu de refuge pour les plus pauvres, leur offre un abri gratuit, un accès à de la nourriture et un accès à l'éducation. Ses disciples portent le turban et pratiquent l'appel aux vingt-et-un psaumes par jour. 
A cette époque, il écrit à Bill Clinton et à la reine du Royaume-Uni Élisabeth II, en signant ses courriers de ses multiples titres, tels « Monarque de la Suprématie noire »)[pas clair]. 
En 1966, Prince Emmanuel fait partie des trente-et-un elders invités à la réception officielle de Hailé Sélassié. Il y reçoit une médaille en or, frappée du lion de Juda.